# Liste der Wissenschaftsminister von Sachsen-Anhalt
Dieser Artikel enthält eine Liste der Wissenschaftsminister von Sachsen-Anhalt.

## Wissenschaftsminister Sachsen-Anhalt (seit 1945)
| Name                                                       | Amtsantritt                        | Kabinett                 | Partei                   |
| Minister für Hochschulen                                   | Minister für Hochschulen           | Minister für Hochschulen | Minister für Hochschulen |
| ---------------------------------------------------------- | ---------------------------------- | ------------------------ | ------------------------ |
| Willy Lohmann                                              | 16. Juli 1945                      | Hübener I                | LDP                      |
| Werner Bruschke                                            | 1. Dezember 1945                   | Hübener I                | SPD                      |
| Minister für Volksbildung, Kunst und Wissenschaft          |                                    |                          |                          |
| Ernst Thape                                                | 3. Dezember 1946                   | Hübener II               | SED                      |
| Ludwig Einicke (kommissarisch)                             | November 1948                      | Hübener II               | SED                      |
| Richard Schallock                                          | März 1949                          | Hübener II               | SED                      |
| Minister für Volksbildung                                  |                                    |                          |                          |
| Richard Schallock                                          | 10. Oktober 1949 24. November 1950 | Bruschke I Bruschke II   | SED                      |
| Elisabeth Menzel                                           | 28. November 1951                  | Bruschke II              | SED                      |
| Von 1952 bis 1990 existierte kein Land Sachsen-Anhalt      |                                    |                          |                          |
| Minister für Bildung, Wissenschaft und Kultur              |                                    |                          |                          |
| Werner Sobetzko                                            | 2. November 1990                   | Gies                     | CDU                      |
| Werner Schreiber (kommissarisch)                           | 4. Juli 1991                       | Münch                    | CDU                      |
| Minister für Wissenschaft und Forschung                    |                                    |                          |                          |
| Rolf Frick                                                 | 11. Juli 1991 15. Dezember 1993    | Münch Bergner            | FDP                      |
| Minister für Kultus                                        |                                    |                          |                          |
| Karl-Heinz Reck                                            | 21. Juli 1994 26. Mai 1998         | Höppner I Höppner II     | SPD                      |
| Gerd Harms                                                 | 10. Dezember 1998                  | Höppner II               | Grüne                    |
| Jan-Hendrik Olbertz                                        | 16. Mai 2002 24. April 2006        | Böhmer I Böhmer II       | parteilos                |
| Birgitta Wolff                                             | 1. Juni 2010                       | Böhmer II                | CDU                      |
| Minister für Wissenschaft und Wirtschaft                   |                                    |                          |                          |
| Birgitta Wolff                                             | 19. April 2011                     | Haseloff I               | CDU                      |
| Hartmut Möllring                                           | 22. April 2013                     | Haseloff I               | CDU                      |
| Minister für Wirtschaft, Wissenschaft und Digitalisierung  |                                    |                          |                          |
| Jörg Felgner                                               | 25. April 2016                     | Haseloff II              | SPD                      |
| Armin Willingmann                                          | 16. November 2016                  | Haseloff II              | SPD                      |
| Minister für Wissenschaft, Energie, Klimaschutz und Umwelt |                                    |                          |                          |
| Armin Willingmann                                          | 16. September 2021                 | Haseloff III             | SPD                      |